# Movimiento de Acción Nacionalista Organizado
Movimiento de Acción Nacionalista Organizado (MANO; deutsch Organisierte Bewegung der Nationalistischen Aktion) war eine rechtsgerichtete Todesschwadron in Guatemala. Das Apronym MANO ergibt das spanische Wort für ‚Hand‘. Die Organisation benutzte deshalb als Symbol eine weiße Hand in einem roten Kreis und wurde auch unter dem Namen Mano Blanca bekannt.

## Geschichte
1966 wurde mit Julio César Méndez Montenegro von der zentristischen Partido Revolucionario (PR) zum ersten Mal seit dem Militärputsch gegen die Regierung von Jacobo Arbenz im Jahre 1954 (Operation PBSUCCESS) ein ziviler Präsident gewählt. Méndez Montenegro musste jedoch nach seinem Amtsantritt dem Militär weitreichende Zugeständnisse machen, welche in einem zwischen der Regierung und dem Militär unter Enrique Peralta Azurdia geschlossenen Geheimpakt niedergelegt wurden. Die zivile Regierung verpflichtete sich darin u. a., antikommunistische Gesetze anzuwenden und dem Militär freie Hand im Kampf gegen die guatemaltekische Guerilla zu lassen.
Gleichzeitig entstanden verschiedene Todesschwadronen, die von den 1966 unterlegenen Rechtsparteien Partido Institucional Democrático (PID) und Movimiento de Liberación Nacional (MLN) sowie aus Kreisen der Wirtschaft und des Militärs unterstützt wurden. Diese Organisationen verbreiteten Terror durch Verschwindenlassen, Folter und Ermordung von Personen, die als „kommunistisch“ angesehen wurden. 
MANO trat erstmals am 3. Juni 1966 öffentlich in Erscheinung. Als ihr Anführer galt Jorge Córdoba Molina (genannt Huevo Loco), ein ehemaliger Offizier der Policía Judicial. 1967 begann die Organisation, Schwarze Listen mit den Namen politisch missliebiger Personen, die zur Entführung oder Ermordung vorgesehen waren, als Flugblätter zu verteilen. Bald darauf setzte sie diese Ankündigungen in die Tat um, wobei sie von staatlichen Stellen gedeckt oder unterstützt wurde. Die Opfer der Organisation stammten in erster Linie aus dem als „subversiv“ angesehenen akademischen Milieu. 1978 stellte MANO ihre Aktionen ein.